# Fresno de la Polvorosa
Fresno de la Polvorosa é um município da Espanha na província de Zamora, comunidade autónoma de Castela e Leão, de área 4,11 km² com população de 187 habitantes (2007) e densidade populacional de 48,66 hab/km².

## Demografia
| Variação demográfica do município entre 1991 e 2004 | Variação demográfica do município entre 1991 e 2004 | Variação demográfica do município entre 1991 e 2004 | Variação demográfica do município entre 1991 e 2004 |
| --------------------------------------------------- | --------------------------------------------------- | --------------------------------------------------- | --------------------------------------------------- |
| 1991                                                | 1996                                                | 2001                                                | 2004                                                |
| 270                                                 | 231                                                 | 208                                                 | 200                                                 |